# Formación profesional
Por formación profesional (FP) se entiende,  todos aquellos estudios y aprendizajes encaminados a la inserción, reinserción y actualización  laboral, cuyo objetivo principal es aumentar y adecuar el conocimiento y habilidades de los actuales y futuros trabajadores a lo largo de toda la vida. Actualmente en la mayoría de países se le conoce como Educación y Formación Profesional, traducción al castellano de Professional Education and Training.
Para ello, y dependiendo de la especificidad de cada país, suelen encontrarse cuatro subsistemas de formación profesional:
- Formación Profesional Específica o Inicial destinada, en principio, al colectivo de alumnos del sistema escolar que decide encaminar sus pasos hacia el mundo laboral, cuyo objetivo es la inserción laboral.
- Formación Profesional Ocupacional (FPO) destinada al colectivo que en ese momento se encuentra desempleado, cuyo objetivo es la reinserción laboral de la persona.[4]
- Formación Profesional Continua (FTE) destinada al colectivo de trabajadores en activo, cuyo objetivo es la adquisición de mayores competencias que le permitan una actualización permanente del trabajador al puesto de trabajo que desempeña u optar a otro, lo que en definitiva se resume como un aumento de su empleabilidad.
- Formación Profesional Integral (FPI), busca formar buenas personas que logren interacción con los demás y con el medio circundante, para que ellas mismas puedan ser reconocidas y lograr obtener buenos trabajos a lo largo de su vida, todo con el propósito de llegar a crear recursos humanos que el país necesita.

## Formación profesional[5]por países

### España
En España la formación profesional depende del Ministerio de Educación, otorgando postestad a las comunidades autónomas para concretar la ley.
El acceso a la Formación Profesional Específica se divide en tres niveles, que tienen unos requisitos de acceso distintos:
Ciclo de formación profesional básica: se accede para aquellos alumnos de mínimo de 15 años y máximo de 17 con hasta 3º de ESO o incluso 2º siempre que haya sido propuesto por el equipo docente del centro educativo. También para aquellos adultos que no tienen titulación académica de ningún tipo. Consta de dos años académicos y 2000 horas de duración y una vez superado se obtiene el título de técnico profesional básico dando este título acceso directo a los ciclos formativos de grado medio. Incluirán, de forma transversal, el trabajo en equipo, prevención de riesgos laborales, medio ambiente y la prevención de la violencia de género.
Ciclo Formativo de Grado Medio: se puede acceder después de haber obtenido el título de ESO o bien haciendo una prueba específica de acceso a grado medio para la que es necesario tener 17 años. Al finalizar estos estudios se obtiene el título de técnico en la correspondiente titulación. Requiere conocimientos técnicos y científicos de la actividad y capacidades de aplicación y comprensión del proceso.
Los módulos de los que está formado cada uno de los ciclos depende de la rama escogida, excepto el de Formación y Orientación Laboral (se cursa durante el primer curso del ciclo) y el de Empresa e Iniciativa Emprendedora (cursándose este en el segundo curso). Ambas asignaturas son totalmente obligatorias de aprobado para adquirir la titulación.
Al finalizar el ciclo, y teniéndose todos los módulos aprobados (tanto de primero como de segundo curso), a excepción de un suspenso (si el claustro lo decide así), el alumnado realizará la Formación en Centros de Trabajo (FCT). La duración de este módulo obligatorio oscilará entre las 380 y 410 horas de duración, realizándose entre los meses de marzo y junio para los aprobados en marzo, y entre septiembre y diciembre, para, ya sea, los suspendidos en marzo y que tengan que recuperar en septiembre, o bien, para quienes hayan suspendido las FCT en período ordinario.
Ciclo Formativo de Grado Superior: se puede acceder después de haber obtenido el título de Bachillerato. Otra opción es hacer una prueba específica de acceso a grado superior para la que es necesario tener 19 años, o bien tener 18 años si se tiene un título de grado medio relacionado con aquel al que se desea acceder. La posesión de un título de Ciclo Formativo de grado medio no posibilita el acceso directo a uno de grado superior. Al finalizar estos estudios se obtiene el título de Técnico Superior en la correspondiente titulación. Terminando estos estudios, posibilitan el acceso a la universidad sin necesidad de hacer la prueba de acceso a la universidad y convalidando créditos en las distintas carreras.
Los ciclos formativos de grado superior pertenecen a la educación terciaria de España, por lo tanto, son estudios superiores.
En ambos casos, la edad ha de tenerse al finalizar el año natural.
La ley que rige actualmente la Formación Profesional en España es: Ley Orgánica 3/2022, de 31 de marzo, de ordenación e integración de la Formación Profesional. 
Esta legislación tiene como objetivo adaptar la formación a las necesidades del mercado laboral actual, aumentar la empleabilidad de los estudiantes y fomentar una mayor conexión entre la educación y el empleo.
Desde 2024 con la aprobación del nuevo decreto, la formación de ciclos formativos de Grado Medio y Grado Superior, se lleva a cabo mediante el sistema dual, en dos modalidades, general e intensiva, donde el alumno comienza su formación práctica en empresas desde el primer año de formación.

### México
En México los sistemas de formación que existen en cuestión a la educación media superior y en las universidades, no se ha podido mantener en un ritmo acorde a la tecnología debido a que este avanza demasiado rápido.  Lo cual los planes de estudio se han tenido que adecuar para las necesidades actuales de los estudiantes para así formarlos de una manera adecuada.

### Argentina
Oficialmente, al finalizar la década de 1970 se inaugura una primera aproximación oficial a la Formación Profesional bajo el encuadre de escuela técnica en el Barrio de Barracas, se llamó ENET N.º 43, hoy es el Centro de Formación Profesional N.º 1; muchos pioneros de la Formación Profesional en la Argentina han comenzado su actividad allí.
En Argentina esta formación es la principal estrategia de competitividad mediante la formación de técnicos (Tecnicaturas), hace parte de la Educación Superior no Universitaria (Colegio universitario), se reglamenta mediante la ley 26058.

### Chile
En Chile se le denomina Formación Técnico Profesional. La Formación Técnico Profesional (FTP) está dividida en: Formación técnico-profesional Media, Formación técnico-profesional Superior y Capacitación laboral (trabajadores y desempleados).

### Colombia
Es ofrecido por el Sena y las Instituciones de Formación para el Trabajo y Desarrollo Humano. Forman en programas Técnicos de acuerdo a las normas de competencia laboral emitidas por las mesas sectoriales que la conforman, principalmente el sector productivo.

### Perú
En Perú se ha convertido en una de las principales herramientas para combatir el desempleo Juvenil, se reglamenta a través de la Ley 28518 de 2005.

### El Salvador
El Decreto Legislativo N.º 554, de fecha 2 de junio de 1993, publicado en el Diario Oficial del 29 de julio del mismo año, se emitió la Ley de Formación Profesional, que creó al Instituto de Formación Profesional, como una institución Autónoma de derecho público y con personalidad jurídica; con el objeto de satisfacer las necesidades de recursos humanos calificados que requieren el desarrollo económico y social del país y propiciar el mejoramiento de las condiciones de vida del trabajador y su grupo familiar.

### República Dominicana
En este país existe el Instituto Nacional de Formación Técnico Profesional (INFOTEP). Entidad autónoma, encargada de llevar a cabo las políticas de formación técnica y profesional.
El INFOTEP, organismo rector del sistema nacional de formación técnico profesional de República Dominicana, es una organización autónoma del Estado, investida de personalidad jurídica, de carácter no lucrativo y patrimonio propio, creada por la Ley 116, del 16 de enero de 1980, y regulada por el reglamento 1894, del 11 de agosto del mismo año. Es dirigido por una junta de directores, de estructura tripartita, integrada por los sectores oficial, empresarial y laboral, y administrado por una dirección general.

### Panamá
El Instituto Nacional de Formación Profesional y Capacitación para el Desarrollo Humano INADEH, organismo rector del Estado en materia de formación profesional, capacitación laboral y capacitación en gestión empresarial; que promueve una cultura de formación para la vida y el trabajo.
Fue creado de acuerdo al DECRETO LEY N.º 8 (de 15 de febrero de 2006) en su primer artículo, el Instituto Nacional de Formación Profesional (INAFORP) creado mediante la Ley 18 de 1983, se reestructura, bajo el nombre de Instituto Nacional de Formación Profesional y Capacitación para el Desarrollo Humano (INADEH).